# Аберайрон
Абера̀йрон (на уелски: Aberaeron) е малък град в Западен Уелс, графство Керъдигиън. Разположен е около устието на река Айрон в залива Кардиган Бей на Ирландско море на около 120 km на югозапад от английския град Шрусбъри. Основан е през 1805 г. Главен административен център на графство Керъдигиън. На около 20 km на север от Аберайрон по крайбрежието се намира най-големият град в графството Абъристуит. Има малко пристанище. Морски курорт. Населението му е 1520 жители според данни от преброяването през 2001 г.